# Lago Atikonak
O lago Atikonak é um lago de água doce localizado no sul da península do Labrador, na província de Terra Nova e Labrador perto do Quebec, no Canadá. 

## Descrição
A maior parte deste lago encontra-se localizada na Península do Labrador e estendendo-se por uma área de 358 km², se se contabilizar apenas a superfície de água, se forem incluídas as ilhas que se encontram no lago a área ocupada passa a ter um total de 431 km². 
O lago é drenado pelo rio Atikonak para noroeste ao longo de 40 km até encontrar a albufeira de Smallwood.